# 真空部品
真空部品（しんくうぶひん）は、真空装置等を構成するために真空中、もしくは一部が真空に面して機能する部品の総称である。真空部品は大半が他の分野にも同様の機能の機器が存在するが、特性上真空向け専門に作られる部品である。但し、真空ポンプ、真空計はそれぞれ独立して分類されるため真空部品には含まれない。

## 真空部品の特性
真空部品は真空中で使用されるため通常の部品に比べると使用する材質、表面、清浄さにおいて十分管理されなければならない。

### 構成材料
真空部品は使用される環境として、真空以外に半導体プロセス等大気以外のガス雰囲気で使用する場合も多い。そこで真空部品を構成する材料は通常の材料の強さや硬さなど機械的材料の特性以外に放出ガスと言う、真空中で材料から放出される気体成分についてや半導体プロセス等ので使用されるガスに対する耐性も重要な指標となる。この放出ガスが少ない材料は真空用材料として区分される。

### 表面の状態
表面もその処理方法により放出ガスが異なるため重要な処理となる。
特に超高真空のような低い圧力を達成するためには材料だけでなく表面の粗さなどによりガスの吸着量が変わるため重要な指標となる。

### 清浄さ
真空中で使用するためには、部品の加工段階や組立て段階などで付着する有機物（主に油成分）や埃、大気中に含まれる水分などを十分除去しなければならない。そのために各種洗浄を施し、保管にも十分注意する必要がある。
特に近年真空部品は半導体製造装置への利用が一般化しており、流用できることが求められる。そのため、放出ガスだけでなく、半導体プロセスで問題とされる特定の元素や、微小なパーティクルについても管理が求められている。

## 真空部品の種類
真空部品は日本真空工業会で以下の4種類に分類されている。
- 真空バルブ
- 電子銃、イオン銃、蒸発源、電源
- 流量計
- その他部品(継手、フィードスルー、可動用部品など)

### 真空バルブ
真空バルブは真空と大気、圧力の異なる真空空間、もしくは構成気体が異なる真空空間を隔離するバルブと、ガス流量や実効排気速度を制御するためのコンダクタンスを変えるバルブとがある。
使用する圧力領域や真空装置の構成、通過する物（気体に限らない）などにより使い分けられる。

### 電子銃・イオン銃・蒸発源・電源
これらは真空中で電子を放出させたり、原料を放出させたりすることにより真空中で何らかの作用をもたらすための部品である。これらは用途により特殊な材料で構成されていたり、特殊な構造を持っているものが多い。

### 流量計
真空部品における流量計は主に真空中に導入するガスを管理するために使用される。

### その他の部品
上記以外に真空システムに使用される部品である。主に以下の4種類がある。
- 稼動用部品
- 継手
- 液体窒素トラップ
- 真空フィードスルー